# تزوير الطلب عبر المواقع
تزوير الطلب عبر المواقع  (الإنجليزية: CSRF) هو أحد أنواع الاختراقات على مواقع الإنترنت، بحيث يتم إرسال معلومات خبيثة من المستخدم إلى موقع الإنترنت.
ثغرة من هذا النوع اكتشفها الطالب أمجد قبها في موقع البنتاغون وحظي ذلك بتغطية إعلامية. 

## كيفية الاختراق
يتم الاختراق عن طريق Link أو Script في صفحة من الموقع بحيث يقوم المستخدم بطلبها، عن طريق صورة مثلاً.
مثال: بينما يقوم المستخدم بتسجيل دخوله إلى صفحته في البنك، يقوم المخترق بإرسال رسالة عبر موقع آخر، فبالتالي يتم تنفيذ الطلب في صفحة البنك.

## نتائج الاختراق
من الممكن أن يؤدي ذلك إلى القيام بعمليات معينة على حساب مستخدم على موقع معين، كتحويل مبلغ مالي من موقع بنكي، أو تعديل اسم المستخدم أو حتى يمكن أن تصل لتغيير كلمة المرور.

## حل الاختراق
معظم تقنيات الحماية من هذا الاختراق تعتمد على إرسال بيانات مخفية ضمن نماذج الإرسالة للتحقق من هوية المستخدم، أو ممكن عن طريق متحولات توجد ضمن الـ Session أو حتى الـ كوكي، ويتم إرسالها مع طلبات المستخدم، مما يتيح إمكانية تأكد الـ Web Application من مصدر الطلب.